# Cala Montjoi
La cala Montjoi se halla en el parque natural del Cabo de Creus, a siete km de la localidad de Rosas (provincia de Gerona, Cataluña, España), a cuyo municipio pertenece.

## Descripción
Rodeada por montañas del Pirineo, se trata de una ensenada con forma de cruasán, bastante cerrada, lo que le da unas aguas tranquilas, sin demasiado oleaje ni viento por su situación. En contrapartida, es oscura. 
Se puede acceder en coche. En verano hay barcos (golondrinas) desde Rosas varias veces al día. El GR 92 y El camí de ronda pasa por Cala Montjoi. También esta conectado con Rosas con el  Itinerario Megalítico de Rosas. 
Está ubicada al lado de un complejo turístico que le proporciona servicios como una escuela de submarinismo, acampada, alojamiento, aparcamiento y restaurantes, uno de los cuales es El Bulli, de Ferran Adrià. Aunque este último cerró sus puertas en 2011 todavía quedan las instalaciones en las que se daba creación de los platos de este genio escogido junto con su equipo e instalaciones como mejor restaurante del mundo cinco veces. 
Manuel Vázquez Montalbán, en su testamento, solicitó que sus cenizas se esparcieran por la Cala Montjoi.